# ميخائيل رون
ميخائيل رون هو مبارز بالسيف إسرائيلي، ولد في 15 أغسطس 1932.

## وصلات خارجية
- ميخائيل رون على موقع أوليمبيديا (الإنجليزية)